# Lydomorphus palaestinus
Lydomorphus palaestinus là một loài bọ cánh cứng trong họ Meloidae. Loài này được Kirsch miêu tả khoa học năm 1871.